# Cunicea, Florești
Cunicea este un sat din raionul Florești, Republica Moldova.

## Istorie
Prima atestare documentară a satului Cunicea datează din 1437, într-un document ce consemnează împărțirea moșiilor între nepoții domnitorului Alexandru cel Bun:
„Din mila lui Dumnezeu, noi, Ilie voievod, domn al Țării Moldovei, și fratele domniei mele, Ștefan voievod. Facem cunoscut, cu aceasta carte a noastră, tuturor celor care o vor vedea sau o vor auzi citindu-se, ca acest adevărat boier al nostru credincios, pan Mihail de la Dorohoi, a slujit sfântrăposatului tatălui nostru cu dreapta și credincioasa slujbă, iar astăzi ne slujește nouă cu dreaptă și credincioasa slujbă. De aceea, noi, văzând dreapta și credincioasa lui slujbă către noi, l-am miluit cu deosebita noastră mila și i-am dat și i-am înnoit și i-am întărit satele lui și privilegiul pe care i i-a dat sfântrăposatul părintele nostru, anume: satul Chindinți, și satul lui Herțea, pe Prut, ... încă satul unde este Rospop, în jos la Bineva, și satul Cuhareuti și alt sat, Cunicea, sub Bineva, și satul unde este Țârvici, încă satul, sub Caragine, unde este Simeon cneaz, la obârșia Dobrușei, ... .

Iar pentru mai mare întărirea a tuturor celor mai sus-scrise, am poruncit slugii noastre credincioase, pan Dionis logofăt, să scrie și să atârne pecetea noastră la această carte a noastră.

A scris Paco, la Suceava, în anul 6945 <1437> decembrie 20 zile.”
În secolul al XVII-lea, satul făcea parte din domeniile lui Miron Costin. La sfârșitul secolului al XVII-lea satul a fost depopulat.
În 1723-1724, satul a început să fie repopulat cu ruși lipoveni. Colonizarea satului s-a întins pe mai bine de un secol, ultimul val de lipoveni venind în a doua jumătate a secolului al XIX-lea. 
La începutul secolului al XIX-lea, a fost construit un schit starover de călugări, care a fost închis de autorități în 1886. În anul 1929 a apărut în locul său o mănăstire lipovenească de maici în cinstea Icoanei Maicii Domnului din Kazan. În perioada sovietică, această mănăstire a fost singura mănăstire staroveră în funcțiune din întreaga URSS. Astăzi, este singura mănăstire staroveră de pe teritoriul Republicii Moldova.

## Demografie

### Structura etnică
Structura etnică a satului conform recensământului populației din 2004:
| Grup etnic       | Populație | % Procentaj |
| ---------------- | --------- | ----------- |
| Ruși             | 2.474     | 64,41%      |
| Ucraineni        | 1.167     | 30,38%      |
| Moldoveni/Români | 192       | 5%          |
| Găgăuzi          | 2         | 0,05%       |
| Polonezi         | 1         | 0,03%       |
| Bulgari          | 1         | 0,03%       |
| Alții            | 4         | 0,1%        |
| Total            | 3.841     | 100%        |

## Administrație și politică
Componența Consiliului local Cunicea (13 consilieri), ales la 19 noiembrie 2023, este următoarea:
|  | Partid                                       | Consilieri | Componență | Componență | Componență | Componență | Componență | Componență | Componență | Componență | Componență | Componență | Componență | Componență | Componență |
|  | -------------------------------------------- | ---------- | ---------- | ---------- | ---------- | ---------- | ---------- | ---------- | ---------- | ---------- | ---------- | ---------- | ---------- | ---------- | ---------- |
|  | Partidul Socialiștilor din Republica Moldova | 11         |            |            |            |            |            |            |            |            |            |            |            |            |            |